# Tropidurus helenae
Tropidurus helenae är en ödleart som beskrevs av  Manzani och ABE 1990. Tropidurus helenae ingår i släktet Tropidurus och familjen Tropiduridae. Inga underarter finns listade i Catalogue of Life.